# Luis Ramos (ur. 1985)
Luis Arcángel Ramos Colón (ur. 11 kwietnia 1985 w San Pedro Sula) – honduraski piłkarz, występujący na pozycji pomocnika.